# Bernard Lemaire (homme d'affaires)
 (novembre 2023).
Si vous disposez d'ouvrages ou d'articles de référence ou si vous connaissez des sites web de qualité traitant du thème abordé ici, merci de compléter l'article en donnant les références utiles à sa vérifiabilité et en les liant à la section « Notes et références ».
Pour les articles homonymes, voir Bernard Lemaire et Lemaire.
Bernard Lemaire, né le 6 mai 1936 à Drummondville (Québec) et mort le 8 novembre 2023, est un homme d'affaires et un ingénieur canadien qui a cofondé papiers Cascades.
En 2006, il est le président des conseils d'administration de papiers Cascades et de Boralex.

## Biographie
Natif de Drummondville, il étudie le génie civil à l'Université de Sherbrooke et à l'Université McGill. Il arrête ses études pour se joindre à la Drummond Pulp and Fiber, l'entreprise familiale.
En 1963, il cofonde papiers Cascades à Kingsey Falls, qu'il administre ensuite avec ses frères Alain Lemaire et Laurent Lemaire.
Il préside son entreprise, puis cède son poste à son frère Laurent en 1992. Il est associé au Québec Inc. des années 1980.
Il crée un empire industriel établi en Europe et en Amérique. Il est honoré par le milieu des affaires. Lemaire croit que son succès est lié à sa philosophie de la gestion, plus humaine.
Bernard Lemaire meurt le 8 novembre 2023, à l'âge de 87 ans.

## Honneurs
- 1985 - Homme d'affaires de l'année du journal Finances
- 1986 - Doctorat honorifique en administration à l'Université de Sherbrooke
- 1988 -  Officier de l'Ordre du Canada
- 1994 - Doctorat honorifique de HEC Montréal
- 1995 -  Officier de l'Ordre national du Québec
- 2002 -  Chevalier de la Légion d'honneur (France)
- 2002 - Médaille du jubilé remise par Lise Thibault
- 2004 - Doctorat honorifique en sciences de la gestion de l'Université du Québec à Montréal
- Honoré par le Cercle des Bâtisseurs
- Iris d'honneur de l'Association des professionnels en ressources humaines du Québec
- Concours Les Mercuriades